# 北名古屋市立師勝東小学校
北名古屋市立師勝東小学校（きたなごやしりつしかつひがししょうがっこう）は、愛知県北名古屋市にある公立小学校。

## 概要
- 旧・西春日井郡師勝町の東部にある小学校であり、校区は熊之庄石原、熊之庄登り戸、六ツ師江向、六ツ師大島、六ツ師南屋敷、六ツ師北屋敷、六ツ師中屋敷、六ツ師高台、六ツ師町田、六ツ師道毛（一部）、六ツ師松戸、六ツ師松葉（一部）、六ツ師宮西、六ツ師山の神、六ツ師疲榎、六ツ師大替口、六ツ師下り戸、片場天王森、片場八反、片場八瀬の木、片場堤外道北、高田寺上外浦、高田寺北の川（一部）、高田寺砂場（一部）である[1]。

## 沿革
- 1974年（昭和49年）4月 - 師勝町立師勝小学校から分離し、師勝町立師勝東小学校として開校。
- 1976年（昭和51年） - 屋内体育館が完成する。
- 2006年（平成18年）3月20日 - 師勝町、西春町が合併し、北名古屋市が発足。同時に北名古屋市立師勝東小学校に改称する。

## 交通アクセス
- きたバス東西循環線、六ツ師道毛線「師勝東小学校西」バス停より徒歩3分。

## 周辺施設
- 北名古屋市立師勝中学校
- 北名古屋市立師勝北小学校
- 豊山町立新栄小学校
- 北名古屋市ソフトボール球場
- 岩倉市立南部中学校

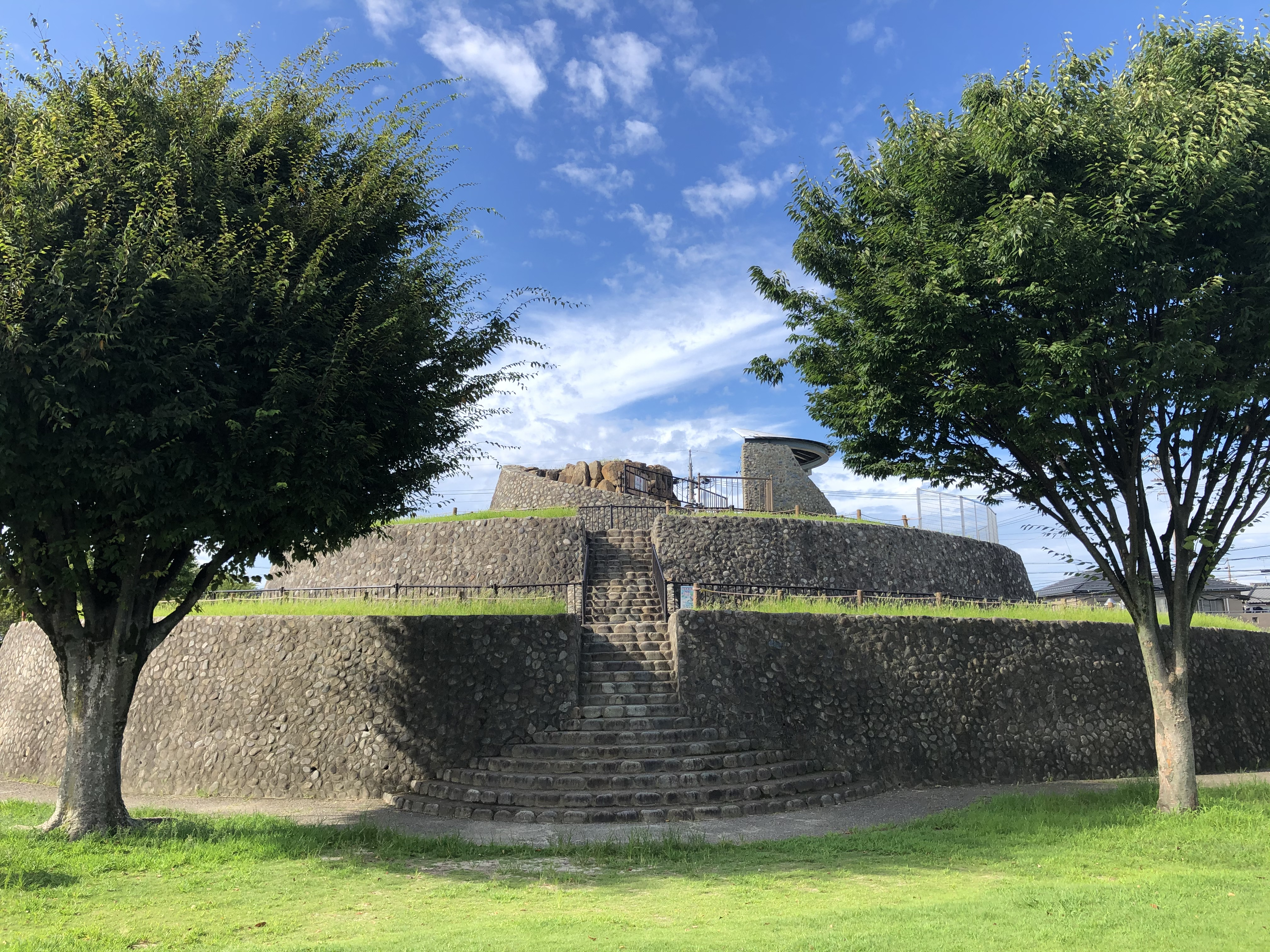
隣接するコッツ山公園

- 三菱重工業名古屋航空宇宙システム製作所小牧南工場
- 愛知県営名古屋飛行場